# タトゥー (映画)
タトゥー（Tattoo）はドイツのサスペンス映画。
刺青（タトゥー）のある皮膚を剥ぐ連続猟奇殺人を捜査する二人の刑事を描く。
エンドクレジットの途中に本編の続きがある。
監督・脚本は「フライトプラン」のロベルト・シュヴェンケ。

## スタッフ
- 監督・脚本：ロベルト・シュヴェンケ
- 製作：ヤン・ヒンター、ロマン・クーン
- 製作総指揮：フェレーナ・ヘルフルト
- 撮影：ヤン・フィーセ
- 音楽：マーティン・トッドシャロー
- 編集：ペーター・プルツィゴッダ
- タトゥー・ボディペイント：アレキサンダー・ボイコ
- 特殊メイク・特殊造形：ニクラス・オロフソン
- 特殊効果：ケルンFX社
- タイトル・デザイン：ラッツ・レムケ
- キャスティング：アニヤ・ディルベルグ

## キャスト
| 役名                 | 俳優                   | 日本語吹替 |
| -------------------- | ---------------------- | ---------- |
| マーク・シュラーダー | アウグスト・ディール   | 坂詰貴之   |
| ミンクス警部補       | クリスチャン・レドル   | 麦人       |
| マーヤ               | ナデシュダ・ブレニッケ | 日野由利加 |
| フランク・シュービヤ | ヨハン・レイセン       | 小島敏彦   |

## 各国レーティング
- ドイツ：16
- 日本（映倫）：未審査
- アルゼンチン：16
- 香港：IIB（R指定に相当）
- イタリア：VM14（14禁）
- ニュージーランド：R18
- シンガポール：M18（18禁）
- 韓国：18
- イギリス：18

## 豆知識
- 展示室のタトゥーには山羊の皮が使用された。